# Hybosoridae
Hybosoridae Erichson, 1847 è una famiglia di coleotteri della superfamiglia Scarabaeoidea.

## Descrizione

### Adulto
Sono insetti di piccole dimensioni dal corpo robusto e tarchiato. Presentano colori generalmente scuri, oscillanti tra il nero ed il marrone. Le specie appartenenti a questa famiglia presentano i primi 3 segmenti delle antenne inglobati in unico segmento.

## Biologia
La biologia delle specie appartenenti a questa famiglia è poco nota. Gli adulti sono stati rinvenuti tra feci e i cadaveri degli animali. Nel caso del genere Hybosorus sono stati segnalati casi di predazione di altri coleotteri necrofili.

## Tassonomia
La famiglia comprende i seguenti generi:
Sottofamiglia Anaidinae Nikolajev, 1996
- Anaides Westwood, 1845 (13 spp)
- Callosides Howden, 1971 (3 spp.)
- Chaetodus Westwood, 1845 (33 spp.)
- Cretanaides Nikolajev, 1996 (1 sp.)
- Cryptogenius Westwood, 1845 (2 spp.)
- Hybochaetodus Arrow, 1909 (2 spp.)
- Totoia Ocampo, 2003 (3 spp.)

Sottofamiglia Ceratocanthinae Martínez, 1968
- Tribù Ceratocanthini Martínez, 1968
  - Acanthocerodes Péringuey, 1901 (3 spp.)
  - Afrocloetus Petrovitz, 1968 (1 sp.)
  - Aneilobolus Hesse, 1948 (4 spp.)
  - Anopsiostes Paulian, 1982 (1)
  - Astaenomoechus Martínez and Pereira, 1959 (22 spp.)
  - Aulisostes Howden and Gill, 2000 (2 spp.)
  - Baloghianestes Paulian, 1968 (1 sp.)
  - Besuchetostes Paulian, 1972 (11 spp.)
  - Callophilharmostes Paulian, 1968 (1 sp.)
  - Carinophilharmostes Paulian, 1968 (1 sp.)
  - Ceratocanthoides Paulian, 1982 (1 sp.)
  - Ceratocanthopsis Paulian, 1982 (3 spp.)
  - Ceratocanthus White, 1842 (53 spp.)
  - Chaetophilharmostes Paulian, 1977 (1 sp.)
  - Cloeotus Germar, 1843 (3 spp.)
  - Congomostes Paulian, 1968 (2 spp.)
  - Cryptophilharmostes Ballerio, 2000 (2 spp.)
  - Cyphopisthes Gestro, 1899 (10 spp.)
  - Ebbrittoniella Martínez, 1962 (2 spp.)
  - Eusphaeropeltis Gestro, 1899 (16 spp.)
  - Germarostes Paulian, 1982 (69 spp.)
  - Glyptogermarostes  (1 sp.)
  - Goudotostes Paulian, 1979 (1 sp.)
  - Macrophilharmostes Paulian, 1978 (1 sp.)
  - Madrasostes Paulian, 1975 (28 spp.)
  - Martinezostes Paulian, 1982 (3 spp.)
  - Melanophilharmostes Paulian, 1968 (17 spp.)
  - Nesopalla Paulian and Howden, 1982 (2 spp.)
  - Paulianostes Ballerio, 2000 (3 spp.)
  - Perignamptus Harold, 1877 (4 spp.)
  - Petrovitzostes Paulian, 1977 (1 sp.)
  - Philharmostes Kolbe, 1895 (31 spp.)
  - Pseudopterorthochaetes Paulian, 1977 (7 spp.)
  - Pterorthochaetes Gestro, 1899 (21 spp.)
  - Synarmostes Germar, 1843 (4 spp.)
- Tribù Ivieolini Howden and Gill, 2000
  - Ivieolus Howden and Gill, 1988 (3 spp.)
- Tribù Scarabatermitini Nikolajev, 1999
  - Scarabaeinus Silvestri, 1940 (1 sp.)
  - Scarabatermes Howden, 1973 (1 sp.)
  - Trachycrusus Howden and Gill, 1995 (2 spp.)
  - Xenocanthus Howden and Gill, 1988 (1 sp.)

Sottofamiglia Hybosorinae Erichson, 1847
- Apalonychus Westwood, 1845 (4 spp.)
- Araeotanypus Waterhouse, 1875 (6 spp.)
- Celaenochrous Kuijten, 1984 (1 sp.)
- Coilodes Westwood, 1845 (9 spp.)
- Coprologus Heer, 1847 (1 sp.)
- Cretohybosorus Nikolajev, 1999 (2 spp.)
- Dicraeodon Erichson, 1847 (3 spp.)
- Hapalonychoides Martínez, 1994 (1 sp.)
- Hybosoroides Benderitter, 1914 (1 sp.)
- Hybosorus MacLeay, 1819 (5 spp.)
- Hypseloderus Fairmaire, 1893 (1 sp.)
- Kuijtenous Paulian, 1981 (2 spp.)
- Metachaetodus de Borre, 1886 (2 spp.)
- Microphaeochroops Pic, 1930 (5 spp.)
- Microphaeolodes Kuijten, 1985 (1 sp.)
- Mimocoelodes Pic, 1930 (1 sp.)
- Pantolasius Lansberge, 1887 (2 spp.)
- Phaeochridius Lansberge, 1887 (2 spp.)
- Phaeochroops Candze, 1876 (26 spp.)
- Phaeochrous Laporte, 1840 (51 spp.)
- Phaeocroides Péringuey, 1908 (5 spp.)
- Procoilodes Ocampo, 2002 (1 sp.)
- Seleucosorus Kuijten, 1983 (1 sp.)
- Tyrannasorus Ratcliffe and Ocampo, 2001 (1 sp.)

 Sottofamiglia Liparochrinae Ocampo
- Antiochrus Sharp, 1873 (7 spp.)
- Liparochrus Erichson, 1848 (41 spp.)

Sottofamiglia Pachyplectrinae Ocampo
- Pachyplectrus LeConte, 1874 (1 sp.)
- Brenskea Reitter, 1891 (2 spp.)

Incertae sedis
- Borrochrus Allsopp, 1979 (2 spp.)
- Daimothoracodes Petrovitz, 1970 (4 spp.)